# 岡山商工会議所
岡山商工会議所（おかやましょうこうかいぎしょ、英語: The Okayama Chamber of Commerce and Industry）は、主に岡山県岡山市内において営業している商工業者・団体で運営されている商工会議所。

## 概要
出典：岡山商工会議所　概要
岡山市内の企業や事業者約8,000社が業種や事業規模の大小に関わりなく会員となり、商工業の繁栄や地域の発展のために活動を行っている総合経済団体である。
明治12年12月に中四国初、現存する全国515商工会議所の中では全国9番目に設立されて以来、地域貢献や経済の活性化、スポーツ振興など地域に根付いた活動を行っているほか、日本商工会議所と連携しながら、事業者の声を国、県、市などの政策に反映するための提言・要望活動、ビジネスに関するお役立ち情報の提供や経営相談などの各種サービスを実施している。
なお、活動範囲は岡山市北区（一宮・津高・御津・建部・吉備・高松・足守地区を除く）、中区、東区（上道・瀬戸地区を除く）、南区（妹尾・福田・興除・藤田・灘崎地区を除く）を対象としている。

## 所在地
- 本部
  - 〒700-8556 岡山市北区厚生町3-1-15
- 西大寺支所
  - 〒704-8116 岡山市東区西大寺中3-6-15

## 会員

### 会員数
7,960社（令和4年8月31日現在）

### 入会資格
業種、規模問わず当所管内で商工業を営む全ての者。
また地域外の者も特別会員として加入できる。

## 岡山武蔵倶楽部
県外の支店長や営業所長の在住経験者を、地元企業代表者や関係者との意見交換を通じ、岡山のまちづくりに役立てるとともに、会員の相互交流を通じて地域経済の活性化に寄与することと、メンバーの人的ネットワークによって岡山の魅力を広く全国へ発信していくことを目的として2003年に設立された。

### 会員数
- 226名（支店長等107名、行政18名、地元企業101名）

※令和4年3月現在

### 加入資格
- 県外に本社がある出先事業所の代表者等
- 地元企業、各種団体の代表者等
- まちづくり活動に実績のある個人・団体の代表者等
- 商工業者については、岡山商工会議所の会員であること

※入会に際しては当倶楽部会員２名の推薦が必要。

### 事業
- 都心の魅力づくりに関した意見交換、提言
- 地域の経済、文化観光に関した情報交換
- 行政・地場企業等との交流懇談会の開催
- 講演会・視察会の実施
- 岡山武蔵倶楽部大賞・特別賞の表彰[10]

### 岡山武蔵倶楽部大賞
2004年から始まった、県外から当地へ赴任している支店長・営業所長等が、在任中に感動し、県外の人々にも紹介したいと考えられる取り組みに賞を贈呈するもの。2022年から奨励賞も追加された。
岡山武蔵倶楽部大賞が1点、岡山武蔵倶楽部特別賞が2点、岡山武蔵倶楽部奨励賞が1点の計4点を贈呈する。